# Franco Calamida
Franco Calamida (Milano, 4 maggio 1938 – Milano, 13 giugno 2021) è stato un politico e giornalista italiano.

## Biografia
Figlio del partigiano Leonida Calamida e di Clementina Antonietta Chiapusso, si laureò in ingegneria e iniziò la sua militanza nel Partito Socialista Italiano aderendo alla corrente di Riccardo Lombardi fino al 1963. Nel 1969 fu tra i promotori del movimento dei tecnici e impiegati organico ai CUB. Aderì ad Avanguardia Operaia, organizzazione rivoluzionaria della nuova sinistra italiana.
Licenziato nel 1975, dopo essere stato tra i fondatori del Cdf della Philips e aver guidato lotte sindacali, lavorò in seguito come giornalista al Quotidiano dei Lavoratori e fu tra i promotori di Democrazia Proletaria con la quale venne eletto deputato nel 1983, restando in carica per l'intera IX Legislatura. Alle elezioni politiche del 1987, candidato nuovamente per DP alla Camera, non fu rieletto, ma poi subentrò a Montecitorio nel 1991, restando in carica quindi per l'ultimo anno della X Legislatura, fino al 1992.
Fu consigliere comunale a Milano negli anni Novanta per Rifondazione Comunista e vice presidente del consiglio. Nel 2001 e nel 2006 si candidò al Senato per Rifondazione, senza risultare eletto.
Nel 2018 fu attivo nell'associazione CostituzioneBeniComuni, senza più essere iscritto ad alcun partito.
È stato cremato, e le ceneri sono state poste in una celletta al cimitero di Greco.